# Зе Марія
Жозе Марія Родрігес Алвес (порт. José Maria Rodrigues Alves), більш відомий як Зе Марія  (порт. Zé Maria, нар. 18 травня 1949, Ботукату) — бразильський футболіст, що грав на позиції захисника.
Більшу частину кар'єри провів у «Корінтіанс»і, де займає 4 місце за загальною кількістю ігор — 599 матчів. Також виступав за національну збірну Бразилії, у складі якої став чемпіоном світу. 

## Клубна кар'єра
Зе Марія народився в сім'ї фермерів. У нього було ще два брати, з якими він з юних років грав у футбол. Він почав свою кар'єру в місцевому клубі «Лажеадо», звідти він перейшов у 1962 році в клуб «Ферровіарія Ботукату» і в одній з перших ігор став виступати на правому фланзі захисту. У 1966 році він почав грати за основну команду клубу, дебютувавши у матчі з «Насьйоналом», в якому його клуб переміг 5:1. Всього за «Ферровіарію» він виступав півтора року.
У 1967 році Зе Марія перейшов в «Португезу Деспортос». Він дебютував у складі «Португези» в матчі з клубом «Сан-Бенто», який «Португеза» програла 0:1. Всього за «Португезу» Зе Марія виступав 3 роки. У 1969 році розпочалися переговори між «Португезою» та «Корінтіансом» з приводу переходу гравця. Переговори вів батько Зе Марії, Дурваліно, який був адвокатом і агентом футболіста. Батько провів переговори, навіть не запитавши Зе Марію думки про перехід.
Після чемпіонату світу 1970 року Зе Марія почав тренуватися з «Корінтіансом», незважаючи на те, що договір між клубами ще не був підписаний. Сам Зе Марія сказав: «Це була найбільша можливість в моєму житті». Незважаючи на те, що Зе Марія тренувався з «Корінтіансом», згідно з чинним законодавством, він був змушений ще виступати за «Португезу», яка подала заяву в суд: клуб не хотів відпускати Зе Марію. Незабаром контракт був підписаний, а «Корінтіанс» заплатив суму, що перевищує ту, яка спочатку фігурувала в договорі. Останні ігри він провів під час турне по Болівії, в якому його клуб переміг «Ферровіаріо Оруро» 12:0, а потім клуб «Хорхе Вільстерманн» з рахунком 6:0. Всього за «Португезу» він провів 176 матчів. Через судовий розгляд Зе Марія певний час не міг виступати за «Корінтіанс». Сам він говорив: «Це були найдовші місяці в моєму житті».
У складі «Корінтіанса» Зе Марія дебютував 8 листопада 1970 року в матчі з «Греміо», в якому його клуб програв 0:1. У 1974 році «Корінтіанс» дійшов до фіналу чемпіонату штату Сан-Паулу, де програв «Палмейрасу». У 1977 році він виграв з командою чемпіонат штату Сан-Паулу, де його клуб переміг «Понте-Прету», ставши чемпіоном вперше за 23 роки. У тому ж році, 3 квітня, він забив гол у ворота «Інтернасьйонала», що став першим голом «Корінтіанса» в розіграші Кубка Лібертадорес. У наступні роки Зе Марія виграв ще три чемпіонати Сан-Паулу. Останній з них, в 1983 році, він виграв, будучи граючим тренером команди. На тренерському «містку» він дебютував 31 березня 1983 року в матчі з «Васко да Гамою», який завершився внічию 0:0. Всього за «Корінтіанс» Зе Марія провів 599 ігор (284 перемоги, 183 нічиї і 132 поразки), забивши 17 голів. Він довгий час був капітаном команди, аж до приходу в клуб Сократеса. 
Після відходу з «Корінтіанса» Зе Марія провів кілька місяців у клубі «Інтернасьйонал Лімейра», де і завершив свою кар'єру в 1984 році.

## Виступи за збірну
20 червня 1968 року дебютував в офіційних матчах у складі національної збірної Бразилії в товариській грі проти збірної Польщі, в якій бразильці перемогли 6:3. Ця гра стала єдиною для Зе Марії проведеною у складі збірної під час виступу в «Португезі». 
У 1970 році Зе Марія поїхав на чемпіонат світу у Мексиці, де бразильці стали чемпіонами. Однак на самому турнірі він не виступав, будучи дублером Карлоса Алберто. 
У 1974 році він поїхав на свій другий чемпіонат світу у ФРН, де провів 4 гри. 
У 1978 році Зе Марія повинен був поїхати на чергову першість світу, але перед самим початком турніру травмувався і в заявку не потрапив. Всього ж за збірну Зе Марія зіграв 47 офіційних матчів. Також Зе Марія зіграв за збірну 19 неофіційних матчів. 

## Статистика

### Збірна
Разом: 47 матчів; 29 перемог, 14 нічиїх, 4 поразки.

## Подальше життя
Після завершення кар'єри гравця Зе Марія працював завідувачем спортом фонду CASA, займаючись пропагандою спорту серед неповнолітніх злочинців.

«Мета моєї роботи — надати допомогу малолітнім правопорушникам, щоб вони почали нове життя».

## Особисте життя
Зе Марія одружений. Дружина Жозефіна. З першою дружиною, Сіомарою, Зе Марія розлучився, коли та була на 8-му місяці вагітності і подала на чоловіка до суду заяву, за фактами застосування щодо неї фізичної сили. Зе Марія сказав, що це звинувачення було лише приводом для її відходу з будинку.
Зе Марія після смерті свого батька, який завжди завідував фінансами сина, почав приймати в своєму домі різноманітних друзів, які не сплачували за проживання. Ці люди часто користувалися речами Зе Марії, носили його одяг.

## Титули і досягнення

### Командні
Збірна Бразилії
- Чемпіон світу: 1970
- Володар Кубка Рока: 1971
- Володар Кубка незалежності Бразилії: 1972

 «Корінтіанс»
- Срібний призер чемпіонату Бразилії: 1976
- Чемпіон штату Сан-Паулу (4): 1977, 1979, 1982, 1983
- Срібний призер чемпіонату штату Сан-Паулу: 1974

### Особисті
- Володар «Срібного м'яча» Бразилії (2): 1973, 1977